# Завадский, Кирилл Михайлович
Кири́лл Миха́йлович Зава́дский (5 января 1910, Нижний Новгород, Российская империя — 2 ноября 1977, Ленинград, СССР) — советский эволюционист и историк науки, доктор биологических наук, заслуженный деятель науки РСФСР (1975). Основные научные работы относятся к теории и истории эволюционного учения, вопросам концепций вида и видообразования, экспериментальной морфологии и экологии растений, философским проблемам биологии. Является одним из создателей школы советских эволюционистов.

## Биография
Кирилл Михайлович Завадский родился 23 декабря 1909 года (5 января 1910 года) в Нижнем Новгороде в семье Михаила Михайловича (1875—1942) и Веры Алексеевны Завадских (1879—1950).

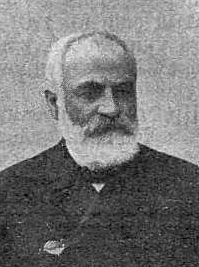
М. Р. Завадский, дед К. М. Завадского

Дедом К. М. Завадского со стороны отца был видный деятель российского образования Михаил Ромулович (Ромуальдович) Завадский (1848—1924), член правительствующего сената (1906—1917) и Государственного совета. Завадские происходили из польского дворянского рода Рогалей-Завадских, основателем которого считается родившийся во второй половине XV века и относившийся к род Рогалей Матвей Рогаль. Он стал называться Завадским по названию имения Завада в Краковском воеводстве; сам же род Рогалей восходит к XII веку. Одним из наиболее известных представителей рода Рогалей-Завадских был доктор медицины Станислав Завадский, который в 1581—1588 годах был ректором Краковского университета. С середины XVII века Завадские владели имениями в Малой Польше на землях, которые в 1795 году после Третьего раздела Речи Посполитой вошли в состав Российской империи. М. М. Завадский, отец К. М. Завадского, до революции занимал различные судебные посты, в том числе должность прокурора Орловского окружного суда, после Февральской революции работал в Чрезвычайной следственной комиссии, а после Октябрьской революции — на различных небольших экономических и юридических должностях в разных учреждениях; скончался от истощения во время блокады.
В 1932 году Кирилл Завадский окончил Ленинградский педагогический институт. С 1933 по 1938 и с 1975 по 1977 год работал в Ботаническом институте АН СССР. С 1938 по 1942 год был исполняющим обязанности доцента на кафедре дарвинизма биофака Ленинградского университета.
С июля 1941 по март 1942 года был в народном ополчении, участвовал в боях на Карельском перешейке, а также в боях под Тихвином, был лектором политуправления Ленинградского фронта. В 1942 году был откомандирован университетом в Елабугу, затем работал в Киргизии (в том числе в городе Токмак) — агрономом, главным агрономом, заведующим земельным отделом, заместителем председателя горсовета.
В 1945 году вернулся в Ленинград, до 1967 года снова работал в Ленинградском университете. В 1948 году защитил диссертацию «Влияние густоты насаждений на изменение численности и рост кок-сагыза». Член ВКП(б) (1951). Степень доктора биологических наук была присуждена Завадскому в 1963 году по совокупности опубликованных работ, без защиты диссертации.  С 1967 по 1975 год работал в Ленинградском отделении Института истории естествознания и техники АН СССР. Удостоен почётного звания Заслуженный деятель науки РСФСР.
По воспоминаниям философа и историка науки Эдуарда Колчинского, который под руководством Завадского в 1973 году защитил кандидатскую диссертацию, Завадский отличался «эрудицией, оригинальностью мышления, честностью и открытостью, уважением к чужому мнению». Ко многим из своих учеников Завадский со временем становился «близким и верным другом, а к некоторым относился буквально с отеческой любовью», «но это всегда был строгий „отец“, приучавший к тяжёлой, изнурительной работе, готовый дать „взбучку“ нерадивым, высмеять поверхностное, слабо аргументированное суждение, осечь зазнавшегося».
Скончался 2 ноября 1977 года в Ленинграде. Похоронен на Южном кладбище.

## Научная деятельность
Общепризнанным считается вклад Завадского в развитие концепций биологического вида. Он занимался пропагандой новейших достижений в области теории вида в рамках синтетической теории эволюции, критиковал абсолютизацию биологической концепции вида, поддерживал теорию симбиогенеза; изучал историю теории вида, разрабатывал вопросы, связанные с определением биологического вида, его структурой, внутривидовыми отношениями. К работам этой тематики примыкаются его труды по движущим силам эволюции, по структуре популяций растений, а также предложенная им классификация основных уровней организации живого. Прикладным аспектом этого направления его исследований стали учебные программы по эволюционной теории: более двадцати лет по ним шло преподавание в советских университетах.
Велик вклад Завадского и в борьбу с лысенковщиной, а также в возрождение в СССР биологии и эволюционной теории, начавшееся в 1950-е годы.

## Избранные сочинения
- К пониманию прогресса в органической природе // Проблемы развития в природе и обществе. Сб. статей. — М.; Л.: Изд-во АН СССР, 1958. — C. 79—120.
- Учение о виде. — Л.: Изд-во ЛГУ, 1961. — 254 с.
- Основные формы организации живого и их подразделения // Философские проблемы современной биологии. — М.; Л.: Наука, 1966. — С. 29—47.
- Вид и видообразование — Л.: Наука, 1968. — 404 с.
- Развитие эволюционной теории после Дарвина (1859—1920-е годы). — Л.: Наука, 1973. — 423 с.
- Эволюция эволюции. Историко-критические очерки проблемы. — Л.: Наука, 1977. — 237 с. (Совм. с Э. И. Колчинским).